# Bedrohte Grenzen
Bedrohte Grenzen ist ein US-amerikanischer Stummfilmwestern aus dem Jahr 1926 von George B. Seitz mit William Boyd und Marguerite De La Motte in den Hauptrollen. Das Drehbuch basiert auf dem Roman The Last Frontier von Courtney Ryley Cooper. Den Verleih übernahm die Producers Distributing Corporation.

## Handlung
Colonel Halliday, seine Frau und seine Tochter Beth sind durch den Bürgerkrieg verarmt und begierig darauf, ihr Vermögen im Westen wieder aufzufüllen. Auf Überredung von Tom Kirby, einem Scout der Regierung und zugleich Beths Verlobter, schließen sie sich einem Treck nach Salina (Kansas) an. Toms Freund Wild Bill Hickok und eine Kavallerieschwadron sichern den Treck, trotzdem greift der Häuptling Pawnee Killer mit seinen Sioux den Waggonzug an, wobei Halliday und seine Frau getötet werden. Wild Bill reitet nach Salina, um Hilfe zu holen und Buffalo Bill die Neuigkeiten zu überbringen. 
Beth macht Tom für den Tod ihrer Eltern verantwortlich und schließt sich dem Haushalt von Lige Morris an, einem Händler in Salina. Auf Vorschlag von Wild Bill schließt sich Tom der Erkundungsexpedition von General Custer an. Lige erzählt Beth, dass Tom verdächtigt wird, mit Pawnee Killer im Bunde zu sein, doch sie erfährt von der Tochter des Postadjutanten, dass er sie liebt. Beth macht sich auf die Suche nach Tom, gerade als die Sioux eine Büffelherde durch die Stadt jagen. Tom kann Beth vor der Stampede retten. Custers Einheit bekämpft die angreifenden Indianer, Pawnee Killer tötet Lige und die Liebenden versöhnen sich.

## Hintergrund
Das ursprüngliche Filmprojekt wurde vom Produzenten Thomas Harper Ince konzipiert, unter dessen Leitung Aufnahmen eines kanadischen Büffeltriebs gedreht wurden, die für die Verwendung zu Beginn der Dreharbeiten gedacht waren. Nach Inces Tod im November 1924 erwarb Produzent Hunt Stromberg die Hälfte der Anteile an dem Film, während Metropolitan Pictures die andere Hälfte übernahm. Später verkaufte Hunt seine Rechte an Metropolitan Pictures.
Lloyd Ahern sr. arbeitete als Kamera-Assistent.
Am 16. August 1926 erschien der Film in den US-Kinos.